# Michałów (Opatów)
Pour les articles homonymes, voir Michałów.
Michałów est une localité polonaise de la gmina de Sadowie, située dans le powiat d'Opatów en voïvodie de Sainte-Croix.